# Barrio El Carmen
Barrio El Carmen é uma localidade do partido de Berisso, da Província de Buenos Aires, na Argentina. Possui uma população estimada em 6.894 habitantes (INDEC 2001).